# Serie B 1938-1939 (pallacanestro maschile)
Il campionato di Serie B di pallacanestro maschile 1938-1939 secondo livello del 19º campionato italiano, è il 2° organizzato dalla Federazione Italiana Pallacanestro sotto questa definizione. 
Le squadre sono divise in tre gironi di cui i primi due A e B a 6 squadre ciascuno ed il C (Sud) di sole 4 squadre: le prime di ogni girone accedono direttamente al girone finale (poule promozione), più la vincente degli spareggi tra le seconde classificate. Il girone finale si svolge nel giugno del 1939 a Bologna. Le vittorie valgono 2 punti, le sconfitte 1. Sono previsti i tempi supplementari in caso di pareggio.

## Prima fase

### Girone A

#### Classifica
|  | Pos. | Squadra                  | Pt | G  | V | P | PtF | PtS |
|  | ---- | ------------------------ | -- | -- | - | - | --- | --- |
|  | 1.   | Pol. Giordana Genova     | 17 | 10 | 7 | 3 | 262 | 234 |
|  | 2.   | Dop.Az. Marzotto Mortara | 17 | 10 | 7 | 3 | 276 | 220 |
|  | 3.   | Soc. Audax Venezia       | 16 | 10 | 6 | 4 | 288 | 206 |
|  | 4.   | G.R.F. D'Annunzio Milano | 15 | 10 | 5 | 5 | 265 | 273 |
|  | 5.   | G.U.F. Trieste           | 12 | 10 | 3 | 7 | 200 | 264 |
|  | 6.   | G.U.F. Torino            | 12 | 10 | 2 | 8 | 188 | 282 |

Legenda:
      Ammessa al girone finale.
      Ammessa allo spareggio tra seconde.
Regolamento:
Due punti a vittoria, uno a sconfitta
Note:
GUF Trieste ha scontato un punto di penalizzazione per rinuncia.
Marzotto, Audax, GUF Trieste e GUF Torino non ammesse al campionato seguente.

#### Risultati
|                   | GE    | MM    | VE    | MI    | TS    | TO    |
| ----------------- | ----- | ----- | ----- | ----- | ----- | ----- |
| Giordana Genova   | ––––  | 29-24 | 24-14 | 28-27 | 32-21 | 28-17 |
| Marzotto Mortara  | 22-19 | ––––  | 17-15 | 40-23 | 25-15 | 32-15 |
| Audax Venezia     | 34-17 | 36-27 | ––––  | 42-20 | 33-19 | 42-11 |
| D'Annunzio Milano | 29-25 | 26-24 | 21-14 | ––––  | 15-27 | 35-20 |
| G.U.F. Trieste    | 17-27 | 24-38 | 26-25 | 24-44 | ––––  | 0-2   |
| G.U.F. Torino     | 29-33 | 18-21 | 24-31 | 29-25 | 23-27 | ––––  |

#### Calendario
| andata (1ª) | andata (1ª) | 1ª giornata         | ritorno (6ª) | ritorno (6ª) |
|             |             |                     |              |              |
| 20 nov.     | 26-24       | D'Annunzio-Marzotto | 23-40        | 1º gen.      |
| 20 nov.     | 34-17       | Audax Ve-Giordana   | 14-24        | 1º gen.      |
| 20 nov.     | 0-2         | Guf Ts-Guf To       | 27-23        | 5 feb.       |

| andata (2ª) | andata (2ª) | 2ª giornata       | ritorno (7ª) | ritorno (7ª) |
|             |             |                   |              |              |
| 27 nov.     | 17-15       | Marzotto-Audax Ve | 27-36        | 8 gen.       |
| 27 nov.     | 29-25       | Guf To-D'Annunzio | 20-35        | 8 gen.       |
| 27 nov.     | 32-21       | Giordana-Guf Ts   | 27-17        | 8 gen.       |

| andata (1ª) | andata (1ª) | 1ª giornata         | ritorno (6ª) | ritorno (6ª) |
|             |             |                     |              |              |
| 20 nov.     | 26-24       | D'Annunzio-Marzotto | 23-40        | 1º gen.      |
| 20 nov.     | 34-17       | Audax Ve-Giordana   | 14-24        | 1º gen.      |
| 20 nov.     | 0-2         | Guf Ts-Guf To       | 27-23        | 5 feb.       |

| andata (2ª) | andata (2ª) | 2ª giornata       | ritorno (7ª) | ritorno (7ª) |
|             |             |                   |              |              |
| 27 nov.     | 17-15       | Marzotto-Audax Ve | 27-36        | 8 gen.       |
| 27 nov.     | 29-25       | Guf To-D'Annunzio | 20-35        | 8 gen.       |
| 27 nov.     | 32-21       | Giordana-Guf Ts   | 27-17        | 8 gen.       |

| andata (3ª) | andata (3ª) | 3ª giornata         | ritorno (8ª) | ritorno (8ª) |
|             |             |                     |              |              |
| 12 feb.     | 24-38       | Guf Ts-Marzotto     | 15-25        | 15 gen.      |
| 4 dic.      | 42-20       | Audax Ve-D'Annunzio | 14-21        | 15 gen.      |
| 4 dic.      | 29-33       | Guf To-Giordana     | 17-28        | 15 gen.      |

| andata (4ª) | andata (4ª) | 4ª giornata       | ritorno (9ª) | ritorno (9ª) |
|             |             |                   |              |              |
| 8 dic.      | 22-19       | Marzotto-Giordana | 24-29        | 19 feb.      |
| 8 dic.      | 15-27       | D'Annunzio-Guf Ts | 44-24        | 22 gen.      |
| 8 dic.      | 42-11       | Audax Ve-Guf To   | 33-24        | 22 gen.      |

| andata (3ª) | andata (3ª) | 3ª giornata         | ritorno (8ª) | ritorno (8ª) |
|             |             |                     |              |              |
| 12 feb.     | 24-38       | Guf Ts-Marzotto     | 15-25        | 15 gen.      |
| 4 dic.      | 42-20       | Audax Ve-D'Annunzio | 14-21        | 15 gen.      |
| 4 dic.      | 29-33       | Guf To-Giordana     | 17-28        | 15 gen.      |

| andata (4ª) | andata (4ª) | 4ª giornata       | ritorno (9ª) | ritorno (9ª) |
|             |             |                   |              |              |
| 8 dic.      | 22-19       | Marzotto-Giordana | 24-29        | 19 feb.      |
| 8 dic.      | 15-27       | D'Annunzio-Guf Ts | 44-24        | 22 gen.      |
| 8 dic.      | 42-11       | Audax Ve-Guf To   | 33-24        | 22 gen.      |

| \| andata (5ª) \| andata (5ª) \| 5ª giornata \| ritorno (10ª) \| ritorno (10ª) \| \| \| \| \| \| \| \| 18 dic. \| 18-27 \| Guf To-Marzotto \| 15-32 \| 29 gen. \| \| 18 dic. \| 26-25 \| GufTs-Audax Ve \| 19-33 \| 29 gen. \| \| 5 feb. \| 28-27 \| [1]Giordana-D'Annunzio \| 25-29 \| 12 feb. \| |             |                     |               |               |
| andata (5ª) | andata (5ª) | 5ª giornata         | ritorno (10ª) | ritorno (10ª) |
| |             |                     |               |               |
| 18 dic. | 18-27       | Guf To-Marzotto     | 15-32         | 29 gen.       |
| 18 dic. | 26-25       | GufTs-Audax Ve      | 19-33         | 29 gen.       |
| 5 feb. | 28-27       | Giordana-D'Annunzio | 25-29         | 12 feb.       |

| andata (5ª) | andata (5ª) | 5ª giornata         | ritorno (10ª) | ritorno (10ª) |
|             |             |                     |               |               |
| 18 dic.     | 18-27       | Guf To-Marzotto     | 15-32         | 29 gen.       |
| 18 dic.     | 26-25       | GufTs-Audax Ve      | 19-33         | 29 gen.       |
| 5 feb.      | 28-27       | Giordana-D'Annunzio | 25-29         | 12 feb.       |

### Girone B

#### Classifica
|  | Pos. | Squadra                   | Pt | G  | V | P | PtF | PtS |
|  | ---- | ------------------------- | -- | -- | - | - | --- | --- |
|  | 1.   | G.U.F. Milano             | 19 | 10 | 9 | 1 | 264 | 190 |
|  | 2.   | G.U.F. Livorno            | 16 | 10 | 7 | 3 | 192 | 162 |
|  | 3.   | G.I.L. Chieti             | 16 | 10 | 6 | 4 | 233 | 218 |
|  | 4.   | Ginnastica Roma           | 14 | 10 | 4 | 6 | 251 | 276 |
|  | 5.   | GUF Guido Novello Ravenna | 12 | 9  | 3 | 6 | 110 | 175 |
|  | 6.   | G.U.F. Bologna            | 10 | 9  | 1 | 8 | 103 | 202 |

Legenda:
      Ammesse al girone finale.
      Ammessa allo spareggio tra seconde.
Regolamento:
Due punti a vittoria, uno a sconfitta
Note:
GIL Chieti, Ginnastica Roma e GUF Bologna non ammesse al campionato seguente.

#### Risultati
|                 | MI    | RV    | CH    | RO    | LI    | BO    |
| --------------- | ----- | ----- | ----- | ----- | ----- | ----- |
| G.U.F. Milano   | ––––  | 21-18 | 26-13 | 28-21 | 24-17 | 37-15 |
| G.U.F. Ravenna  | 20-26 | ––––  | 19-10 | 24-35 | 13-17 | 32-22 |
| G.I.L. Chieti   | 28-23 | 22-16 | ––––  | 53-30 | 2-0   | 36-18 |
| Ginnastica Roma | 22-27 | 30-24 | 27-20 | ––––  | 18-27 | 32-34 |
| G.U.F. Livorno  | 13-19 | 26-9  | 35-24 | 18-8  | ––––  | 26-21 |
| G.U.F. Bologna  | 33-15 | ?     | 25-26 | 21-28 | 24-17 | ––––  |

#### Calendario
| andata (1ª) | andata (1ª) | 1ª giornata   | ritorno (6ª) | ritorno (6ª) |
|             |             |               |              |              |
| 20 nov.     | 32-22       | Guf Ra-Guf Bo | rinv.        | 1º gen.      |
| 20 nov.     | 2-0         | Gil Ch-Guf Li | 24-35        | 1º gen.      |
| 20 nov.     | 22-27       | Roma-Guf Mi   | 21-28        | 1º gen.      |

| andata (2ª) | andata (2ª) | 2ª giornata   | ritorno (7ª) | ritorno (7ª) |
|             |             |               |              |              |
| 27 nov.     | 19-10       | Guf Ra-Gil Ch | 16-22        | 8 gen.       |
| 27 nov.     | 37-23       | Guf Mi-Guf Bo | 33-15        | 8 gen.       |
| 27 nov.     | 18-8        | Guf Li-Roma   | 27-18        | 8 gen.       |

| andata (1ª) | andata (1ª) | 1ª giornata   | ritorno (6ª) | ritorno (6ª) |
|             |             |               |              |              |
| 20 nov.     | 32-22       | Guf Ra-Guf Bo | rinv.        | 1º gen.      |
| 20 nov.     | 2-0         | Gil Ch-Guf Li | 24-35        | 1º gen.      |
| 20 nov.     | 22-27       | Roma-Guf Mi   | 21-28        | 1º gen.      |

| andata (2ª) | andata (2ª) | 2ª giornata   | ritorno (7ª) | ritorno (7ª) |
|             |             |               |              |              |
| 27 nov.     | 19-10       | Guf Ra-Gil Ch | 16-22        | 8 gen.       |
| 27 nov.     | 37-23       | Guf Mi-Guf Bo | 33-15        | 8 gen.       |
| 27 nov.     | 18-8        | Guf Li-Roma   | 27-18        | 8 gen.       |

| andata (3ª) | andata (3ª) | 3ª giornata   | ritorno (8ª) | ritorno (8ª) |
|             |             |               |              |              |
| 4 dic.      | 30-24       | Roma-Guf Ra   | 35-24        | 15 gen.      |
| 4 dic.      | 36-18       | Gil Ch-Guf Bo | 25-24        | 15 gen.      |
| 4 dic.      | 24-17       | Guf Mi-Guf Li | 19-13        | 15 gen.      |

| andata (4ª) | andata (4ª) | 4ª giornata   | ritorno (9ª) | ritorno (9ª) |
|             |             |               |              |              |
| 8 dic.      | 14-17       | Guf Ra-Guf Li | 8-22         | 22 gen.      |
| 8 dic.      | 21-28       | Guf Bo-Roma   | 34-32        | 22 gen.      |
| 8 dic.      | 28-23       | Gil Ch-Guf Mi | 13-26        | 22 gen.      |

| andata (3ª) | andata (3ª) | 3ª giornata   | ritorno (8ª) | ritorno (8ª) |
|             |             |               |              |              |
| 4 dic.      | 30-24       | Roma-Guf Ra   | 35-24        | 15 gen.      |
| 4 dic.      | 36-18       | Gil Ch-Guf Bo | 25-24        | 15 gen.      |
| 4 dic.      | 24-17       | Guf Mi-Guf Li | 19-13        | 15 gen.      |

| andata (4ª) | andata (4ª) | 4ª giornata   | ritorno (9ª) | ritorno (9ª) |
|             |             |               |              |              |
| 8 dic.      | 14-17       | Guf Ra-Guf Li | 8-22         | 22 gen.      |
| 8 dic.      | 21-28       | Guf Bo-Roma   | 34-32        | 22 gen.      |
| 8 dic.      | 28-23       | Gil Ch-Guf Mi | 13-26        | 22 gen.      |

| \| andata (5ª) \| andata (5ª) \| 5ª giornata \| ritorno (10ª) \| ritorno (10ª) \| \| \| \| \| \| \| \| 18 dic. \| 21-18 \| Guf Mi-Guf Ra \| 26-20 \| 5 feb. \| \| 18 dic. \| 26-21 \| Guf Li-Guf Bo \| 17-24 \| 29 gen. \| \| 18 dic. \| 27-20 \| Roma-Gil Ch \| 30-53 \| 29 gen. \| |             |               |               |               |
| andata (5ª) | andata (5ª) | 5ª giornata   | ritorno (10ª) | ritorno (10ª) |
| |             |               |               |               |
| 18 dic. | 21-18       | Guf Mi-Guf Ra | 26-20         | 5 feb.        |
| 18 dic. | 26-21       | Guf Li-Guf Bo | 17-24         | 29 gen.       |
| 18 dic. | 27-20       | Roma-Gil Ch   | 30-53         | 29 gen.       |

| andata (5ª) | andata (5ª) | 5ª giornata   | ritorno (10ª) | ritorno (10ª) |
|             |             |               |               |               |
| 18 dic.     | 21-18       | Guf Mi-Guf Ra | 26-20         | 5 feb.        |
| 18 dic.     | 26-21       | Guf Li-Guf Bo | 17-24         | 29 gen.       |
| 18 dic.     | 27-20       | Roma-Gil Ch   | 30-53         | 29 gen.       |

### Girone C

#### Classifica
|  | Pos. | Squadra         | Pt | G | V | P | PtF | PtS |
|  | ---- | --------------- | -- | - | - | - | --- | --- |
|  | 1.   | G.U.F. Bari     | 12 | 6 | 6 | 0 | 168 | 116 |
|  | 2.   | G.U.F. Messina  | 9  | 6 | 3 | 3 | 114 | 114 |
|  | 3.   | G.U.F. Cagliari | 8  | 6 | 2 | 4 | 128 | 145 |
|  | 4.   | G.U.F. Palermo  | 7  | 6 | 1 | 5 | 115 | 150 |

Legenda:
      Ammessa al girone finale.
Regolamento:
Due punti a vittoria, uno a sconfitta
Note:
GUF Bari non ammessa al campionato seguente.

#### Risultati
|                 | BA    | CA    | ME    | PA    |
| --------------- | ----- | ----- | ----- | ----- |
| G.U.F. Bari     | ––––  | 36-19 | 14-12 | 25-18 |
| G.U.F. Cagliari | 19-27 | ––––  | 19-14 | 14-16 |
| G.U.F. Messina  | 23-29 | 26-22 | ––––  | 16-14 |
| G.U.F. Palermo  | 25-37 | 26-35 | 16-23 | ––––  |

#### Calendario
| andata (1ª) | andata (1ª) | 1ª giornata   | ritorno (6ª) | ritorno (6ª) |
|             |             |               |              |              |
| 27 nov.     | 25-37       | Guf Pa-Guf Ba | 18-25        | 1º gen.      |
| 27 nov.     | 19-14       | Guf Ca-Guf Me | 22-26        | 1º gen.      |

| andata (2ª) | andata (2ª) | 2ª giornata   | ritorno (7ª) | ritorno (7ª) |
|             |             |               |              |              |
| 4 dic.      | 36-19       | Guf Ba-Guf Ca | 27-19        | 8 gen.       |
| 4 dic.      | 16-14       | Guf Me-Guf Pa | 23-16        | 8 gen.       |

| andata (1ª) | andata (1ª) | 1ª giornata   | ritorno (6ª) | ritorno (6ª) |
|             |             |               |              |              |
| 27 nov.     | 25-37       | Guf Pa-Guf Ba | 18-25        | 1º gen.      |
| 27 nov.     | 19-14       | Guf Ca-Guf Me | 22-26        | 1º gen.      |

| andata (2ª) | andata (2ª) | 2ª giornata   | ritorno (7ª) | ritorno (7ª) |
|             |             |               |              |              |
| 4 dic.      | 36-19       | Guf Ba-Guf Ca | 27-19        | 8 gen.       |
| 4 dic.      | 16-14       | Guf Me-Guf Pa | 23-16        | 8 gen.       |

| \| andata (3ª) \| andata (3ª) \| 3ª giornata \| ritorno (8ª) \| ritorno (8ª) \| \| \| \| \| \| \| \| 18 dic. \| 23-29 \| Guf Me-Guf Ba \| 12-14 \| 15 gen. \| \| 18 dic. \| 14-16 \| Guf Ca-Guf Pa \| 35-26 \| 15 gen. \| |             |               |              |              |
| andata (3ª) | andata (3ª) | 3ª giornata   | ritorno (8ª) | ritorno (8ª) |
| |             |               |              |              |
| 18 dic. | 23-29       | Guf Me-Guf Ba | 12-14        | 15 gen.      |
| 18 dic. | 14-16       | Guf Ca-Guf Pa | 35-26        | 15 gen.      |

| andata (3ª) | andata (3ª) | 3ª giornata   | ritorno (8ª) | ritorno (8ª) |
|             |             |               |              |              |
| 18 dic.     | 23-29       | Guf Me-Guf Ba | 12-14        | 15 gen.      |
| 18 dic.     | 14-16       | Guf Ca-Guf Pa | 35-26        | 15 gen.      |

## Spareggi fra le seconde
|                  | Risultati |                  | Luogo e data  |
| ---------------- | --------- | ---------------- | ------------- |
| G.U.F. Livorno   | 16-15     | Marzotto Mortara | 12 marzo 1939 |
| Marzotto Mortara | 17-41     | G.U.F. Livorno   | 19 marzo 1939 |
|                  |           |                  |               |

## Finale per la promozione in Serie A
Le finali sono state giocate tutte sul campo della Virtus di Bologna in Via Castiglione 26.

Le partite sono state arbitrate dai seguenti arbitri F.I.P.: Degli Esposti e Ugolini di Bologna, Viti di Firenze e Piergentili di Roma.

### Classifica
|  | Pos. | Squadra         | Pt | G | V | P | PtF | PtS |
|  | ---- | --------------- | -- | - | - | - | --- | --- |
|  | 1.   | G.U.F. Milano   | 6  | 3 | 3 | 0 | 74  | 59  |
|  | 2.   | Giordana Genova | 5  | 3 | 2 | 1 | 104 | 66  |
|  | 3.   | G.U.F. Bari     | 4  | 3 | 1 | 2 | 78  | 105 |
|  | 4.   | G.U.F. Livorno  | 3  | 3 | 0 | 3 | 64  | 90  |

Legenda:
      Promosse in Serie A 1939-1940.
Regolamento:
Due punti a vittoria, uno a sconfitta

### Risultati
|                 | Risultati |                 | Luogo e data                  |
| --------------- | --------- | --------------- | ----------------------------- |
| GUF Milano      | 28-25     | GUF Bari        | Bologna, 6 giugno 1939 ore 21 |
| Giordana Genova | 33-24     | GUF Livorno     | Bologna, 6 giugno 1939 ore 22 |
|                 |           |                 |                               |
| GUF Milano      | 21-12     | GUF Livorno     | Bologna, 7 giugno 1939 ore 21 |
| Giordana Genova | 49-17     | GUF Bari        | Bologna, 7 giugno 1939 ore 22 |
|                 |           |                 |                               |
| GUF Bari        | 36-28     | GUF Livorno     | Bologna, 8 giugno 1939 ore 21 |
| GUF Milano      | 25-22     | Giordana Genova | Bologna, 8 giugno 1939 ore 22 |
|                 |           |                 |                               |

## Squadre promosse
- Formazione Giordana Genova:  Bocciai, Bresciani, Canepa, Giassetti, Giometti, Giotto, Maggio, Magliano, Mancinelli, Oddone, Parodi, Prandini, Ptaezeck, Strassera, Vezzi, Vitale[4].
- Formazione GUF Milano: non disponibile.

## Campionato G.I.L.
La Gioventù Italiana del Littorio ha organizzato un campionato parallelo di Serie B dedicato solo alle squadre GIL, strutturato su una prima fase in tre gironi divisi su base geografica e una seconda fase su mini gironi per stabilire la classifica finale dal 1º al 12º posto.

### Classifica Finale
|  | Pos. | Squadra        | Pt | G | V | P | PtF | PtS |
|  | ---- | -------------- | -- | - | - | - | --- | --- |
|  | 1.   | G.I.L. Trieste | -  | - | - | - | -   | -   |
|  | 2.   | G.I.L. Milano  | -  | - | - | - | -   | -   |
|  | 3.   | G.I.L. Napoli  | -  | - | - | - | -   | -   |
|  | 4.   | G.I.L. Bologna | 7  | 4 | 3 | 1 | 141 | 126 |
|  | 5.   | G.I.L. Vicenza | 6  | 4 | 2 | 2 | 135 | 109 |
|  | 6.   | G.I.L. Messina | 5  | 4 | 1 | 3 | 92  | 133 |
|  | 7.   | G.I.L. Pavia   | 6  | 4 | 2 | 2 | 106 | 61  |
|  | 8.   | G.I.L. Palermo | 6  | 4 | 2 | 2 | 76  | 94  |
|  | 9.   | G.I.L. Firenze | 6  | 4 | 2 | 2 | 64  | 91  |
|  | 10.  | -              | -  | - | - | - | -   | -   |
|  | 11.  | -              | -  | - | - | - | -   | -   |
|  | 12.  | -              | -  | - | - | - | -   | -   |